# Charles Howard (9e comte de Suffolk)
Pour les articles homonymes, voir Charles Howard et Howard.
Charles Howard, 9e comte de Suffolk (1685 - 28 septembre 1733) est un noble et homme politique anglais.

## Biographie
Troisième fils de Henry Howard (5e comte de Suffolk), il est nommé capitaine le 27 février 1703 au régiment de dragons d'Echlin. Au cours de cette année, il siège pendant quelques mois à la Chambre des communes irlandaise pour Carlow Borough.
Le 2 mars 1706, il épouse Henrietta Howard, fille d'Henry Hobart, 4e baronnet, qui est placée dans la famille Suffolk à la suite du décès de son père. Leur seul fils, Henry, est né en 1710.
Le mariage n'est pas heureux. Charles est un mari alcoolique et violent, et ni l'un ni l'autre ne possèdent de grands moyens. Charles et Henrietta se rendent à Hanovre pour chercher la faveur du prince électeur George, qui semblait devoir accéder au trône anglais. Ils réussissent effectivement à obtenir des postes lors de son accession au trône de George Ier en 1714, Charles en tant que valet de la chambre à coucher du roi et Henrietta en tant que femme de la chambre de Caroline, princesse de Galles. Cela amène Henrietta à être en compagnie du prince de Galles, dont elle devient la maîtresse. Charles n'est nullement complaisant au sujet de ces dispositions, et, selon Horace Walpole, son acquiescement finit par être acheté avec une pension de 1200 £ par an, une nomination comme lieutenant adjoint d'Essex en 1718 et une commission en tant que capitaine et lieutenant-colonel dans les Coldstream Guards en 1719. Il n'est pas renommé valet de la chambre du roi après la mort de George Ier en 1727; il s'est officiellement séparé de sa femme peu de temps avant la fin du règne.
En 1731, il succède à son frère Edward comme comte de Suffolk et, comme Henrietta est maintenant officiellement comtesse, elle est nommée maîtresse des robes. Il meurt en 1733 et son fils Henry lui succède.